# Roland Stecher
Roland Stecher  (* 9. August 1962 in Lustenau) ist ein österreichischer Grafiker,  Ausstellungsdesigner und  Installationskünstler.

## Leben und Werk

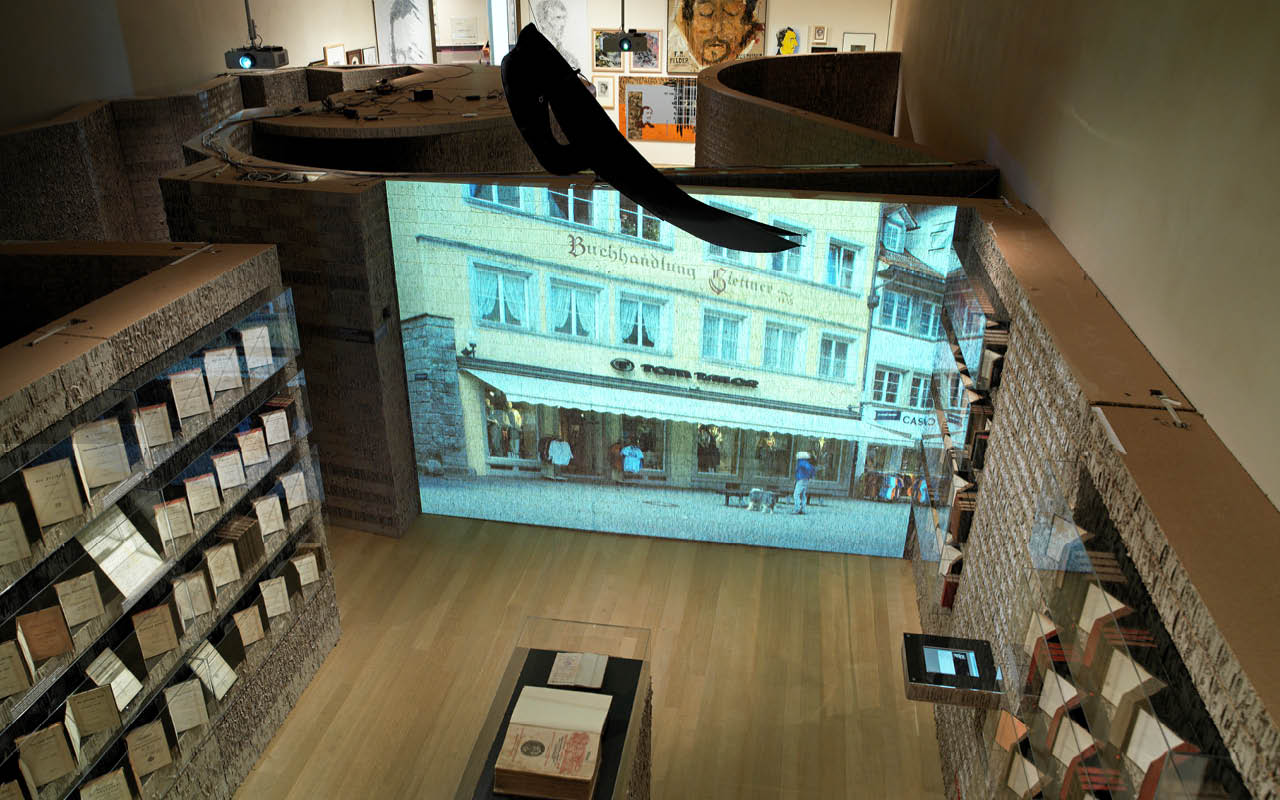
Ausstellung Ich, Felder, vorarlberg museum, Bregenz 2014

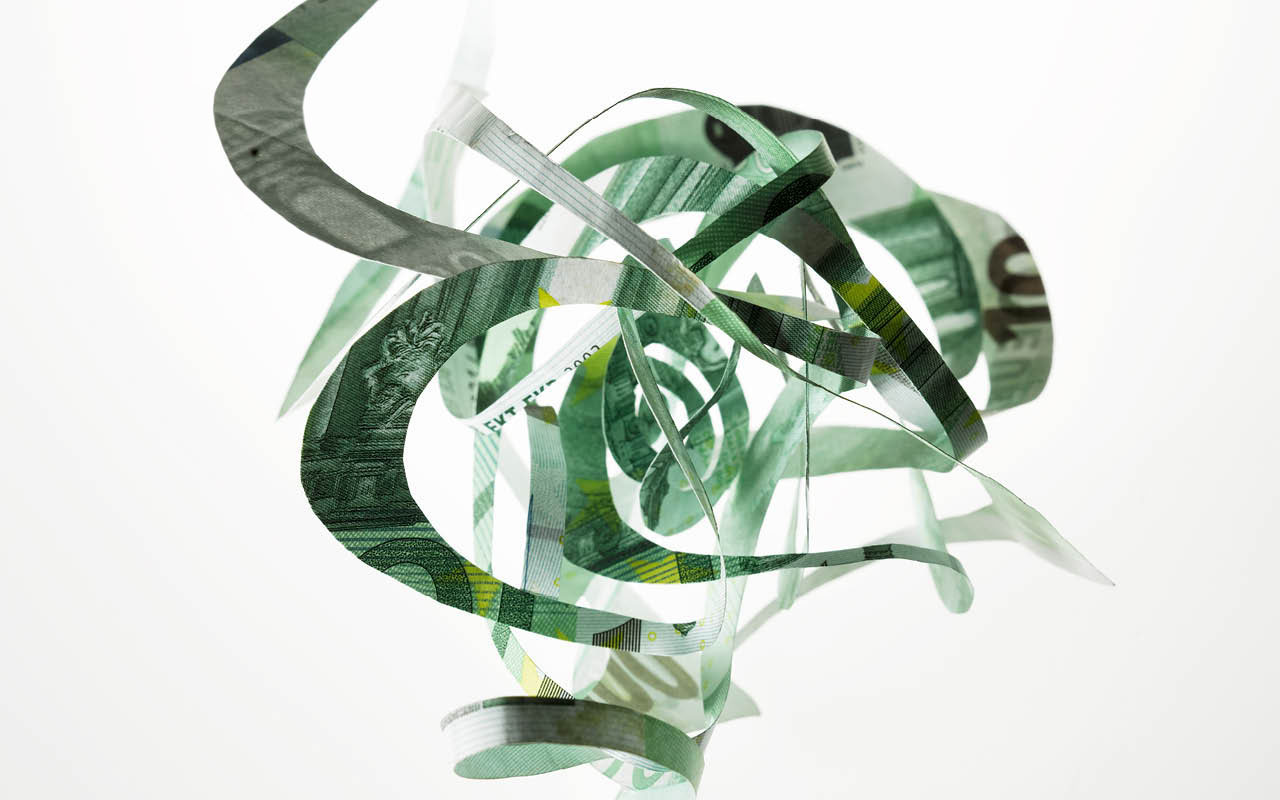
Objektserie »Hunderter«, Tage der Utopie, Arbogast 2009

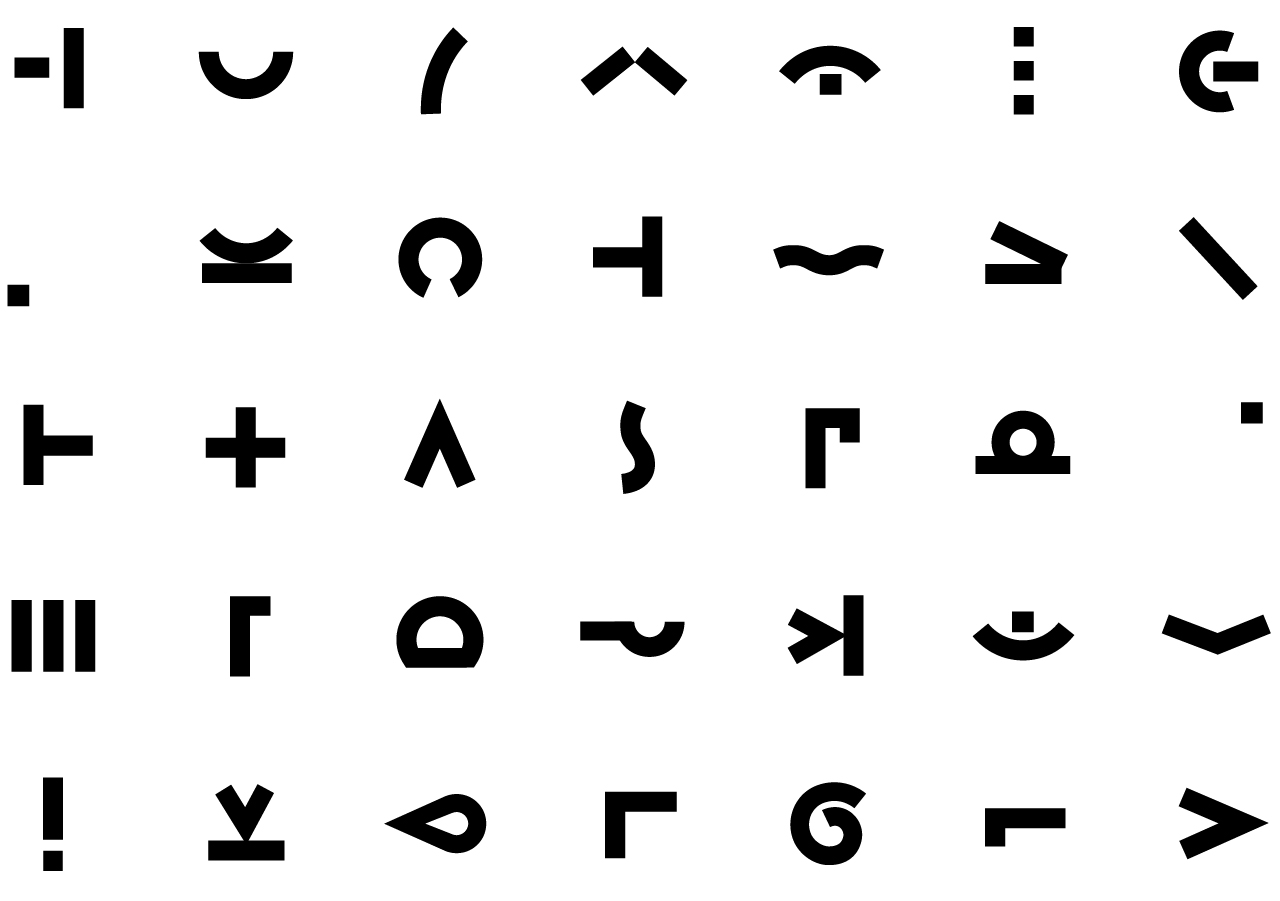
Zeichensprache Zeitwortzeichen, Galerie Kurzemann Götzis 1999

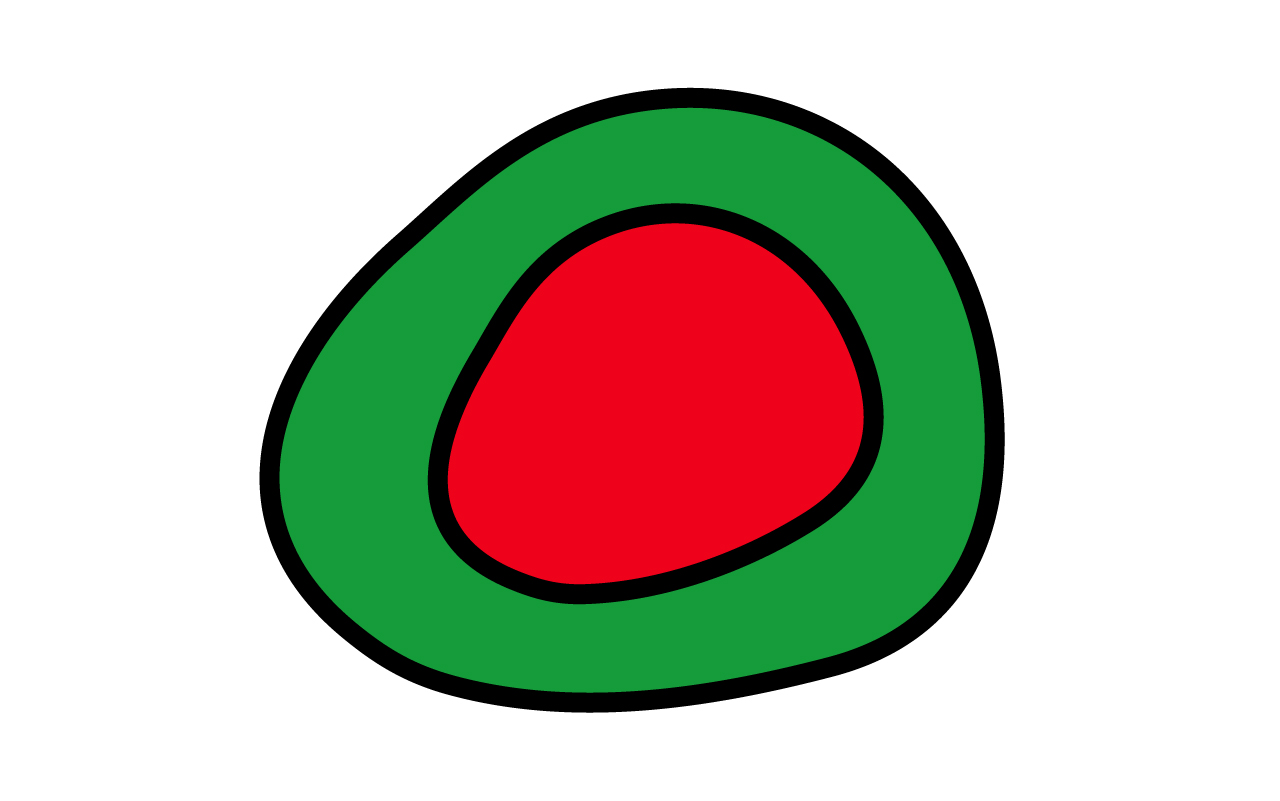
Markenzeichen für das Energieinstitut Vorarlberg, Dornbirn 1996

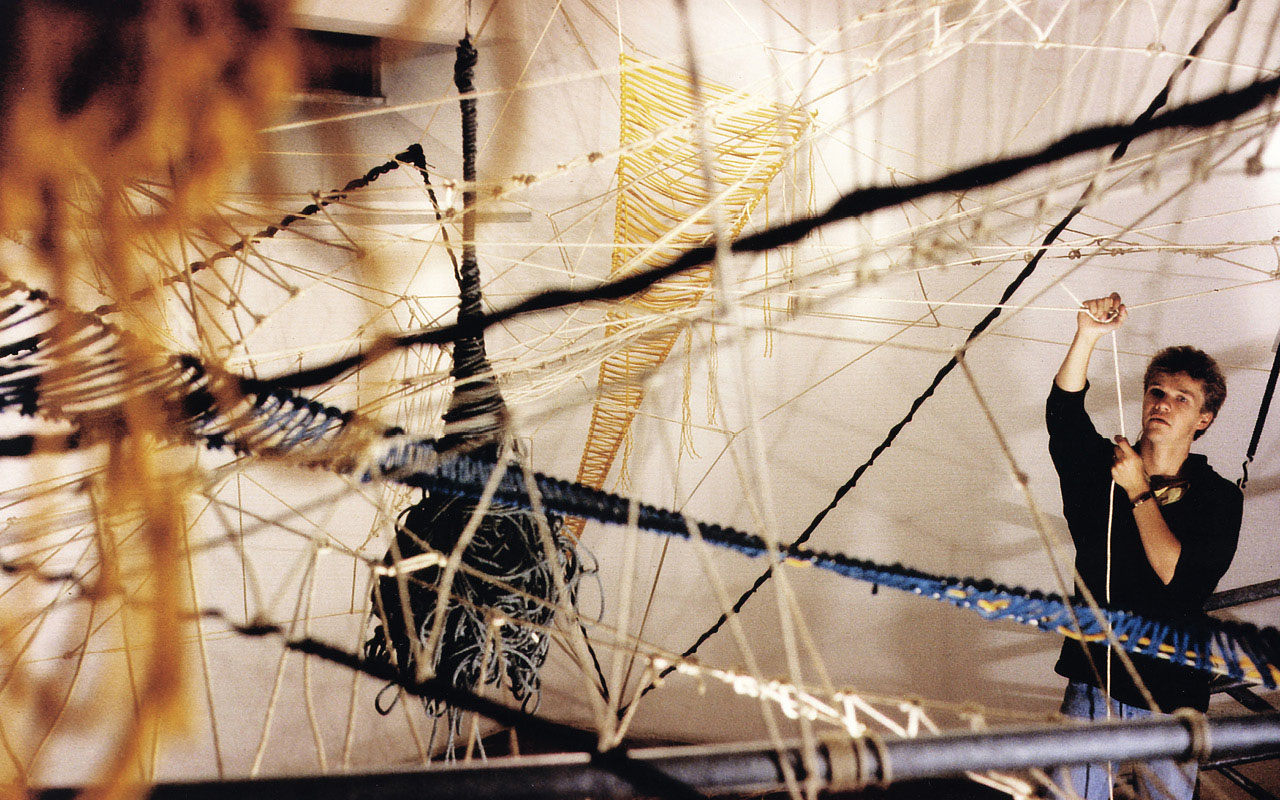
Rauminstallation Spannwerk II, Theater am Saumarkt Feldkirch 1988

Roland Stecher, geboren 1962 in Lustenau, wuchs in Götzis und Bregenz (Österreich) auf. Nach dem Schulabschluss absolvierte er die Ausbildung zum Werbeassistenten. Nach zwei Semestern Studium der Kunstgeschichte und Philosophie an der Universität Innsbruck machte er den Lehrabschluss zum Lithografen und arbeitete ab 1981 als freier Grafikdesigner. 1988 gründete er im Vorarlberger Wirtschaftspark sein eigenes Designbüro Werkraum mit Schwerpunkt Corporate Design und Logoentwicklung. Bekannte Markenzeichen und Logotypes von Roland Stecher sind z. B. Kulturbühne AMBACH, Stadt Hohenems, Soplar, Olina oder Energieinstitut Vorarlberg. Im Jahr 1988 präsentierte er auch im Saumarkt Feldkirch unter dem Titel Spannwerk II seine erste künstlerische Rauminstallation. In den folgenden Jahren erfand er mehrere Möbelpatente und Gebrauchsmuster, wie das Polstersystem Boga, den höhenverstellbaren Stuhl Stella und erhielt 1998 für das Qring-Patent den Österreichischen Staatspreis für vorbildliche Verpackung. Seit 2008 nennt er sein Designstudio Atelier Stecher. In Zusammenarbeit mit Thomas Matt befasst er sich mit der Entwicklung und Gestaltung von Büchern und Ausstellungsprojekten.
Seine Arbeiten bewegen sich an der Schnittstelle zwischen Kunst und Design. Neben der Gestaltung von Ausstellungen für öffentliche Institutionen, wie etwa die Rauminstallation So einfach war das (2006) für das Jüdische Museum Berlin oder die Themenausstellung Kanton Übrig (2008) für das Vorarlberger Landesmuseum konzipiert Roland Stecher immer wieder persönliche Ausstellungen, wie etwa Rollen (1997), Zeitwortzeichen (1999) oder Ugbomron (2004) in der Galerie Kurzemann. Nennenswert seine soziale Rauminstallation 1740 Ichs für das Gemeindehaus Sulzberg, Bregenzerwald (2007), bei der er in 1740 transparente Würfel die Haare von 1340 Einwohnern aus Sulzberg eingegossen hat.
2014 entwickelte und gestaltete er die große Franz-Michael-Felder-Ausstellung Ich, Felder im vorarlberg museum in Bregenz. Die Basis bildete ein simpler, aus Altpapier hergestellter Wabenkarton, der, aus tausenden Einzelteilen bestehend, zu einer großen, freistehenden Raumskulptur zusammengefügt wurde. Die Erzählung basierte nicht nur auf historischen Dokumenten, sondern enthielt auch Neuproduktionen und Interpretationen aus heutiger Sicht, wie etwa speziell produzierte Audio- und Video-Elemente, die eine Brücke schlugen zwischen historischer Rekonstruktion und gegenwärtiger Interpretation.
Seit 2015 tourt die von ihm gestaltete Ausstellung Jukebox.Jewkbox! durch Europa. Nach dem Jüdischen Museum Hohenems und München und dem Museum für Kommunikation in Frankfurt wird sie 2016 in Warschau und London gezeigt.

## Ausstellungen

### Einzelausstellungen, Installationen
- Hunderter. Umformungen, Tage der Utopie, Arbogast, Götzis 2009
- So einfach war das. Raum der Gegenwart, Dauerinstallation[3], Jüdisches Museum Berlin 2006
- 1740 Ichs. Kunstinstallation[4], Gemeindehaus Sulzberg 2006
- Farbnester und Raumgespinste. Zeichnungen, Installation[5], Galerie Kurzemann, Götzis 2004
- Zeitwortzeichen. Zeichnungen, Galerie Kurzemann, Götzis 1999
- Rollen. Umformungen, Galerie Kurzemann, Götzis 1998
- Ein Viertel Stadt. Blickstationen, Jüdisches Viertel Hohenems 1995
- Spannwerk II. Rauminstallation, Theater am Saumarkt, Feldkirch 1988

### Themenausstellungen
- Jukebox. Jewkbox!, kuratiert von Hanno Loewy, Jüdisches Museum Hohenems 2014, Jüdisches Museum München 2015, Museum für Kommunikation Frankfurt 2016
- Angelika Kauffmann. Residenz Rom, kuratiert von Petra Zudrell, Angelika-Kauffmann-Museum Schwarzenberg 2015
- Endstation Sehnsucht. Eine Reise durch Yerushalayim-Jerusalem-Al Quas, kuratiert von Hannes Sulzenbacher, mit Fotografien von Galia Gur Zeev, Jüdisches Museum Hohenems 2015
- Aga Khan Award for Architecture, kuratiert von Farrokh Derakhshani, Bernardo Bader, Eva Grabherr, vorarlberg museum, Bregenz 2014, vai - vorarlberger architektur institut, Dornbirn 2015[6]
- Ich, Felder. Dichter und Rebell, kuratiert von Ulrike Längle, Jürgen Thaler, Theresia Anwander, mit Still-Videos von Arno Gisinger, vorarlberg museum, Bregenz 2014[7]
- Karl-Heinz Ströhle. Ornament und Adoration, kuratiert von Ingrid Adamer, Wilhelm Otten, Otten Kunstraum, Hohenems 2012
- Lorenz Böhler. Pionier der modernen Unfallmedizin, kuratiert von Thomas Feuerstein, Vorarlberger Landesbibliothek, Bregenz 2010
- Hast du meine Alpen gesehen?, kuratiert von Hanno Loewy, Gerhard Milchram, Jüdisches Museum Hohenems 2009, Jüdisches Museum Wien 2010, Alpines Museum (München) 2010, Forum Schweizer Geschichte Schwyz 2011, Schloss Tirol Meran 2012
- Kanton Übrig. Als Vorarlberg zur Schweiz gehören wollte, kuratiert von Tobias G. Natter, Stefan Graf und Gerhard Grabher, Vorarlberger Landesmuseum, Bregenz 2008
- Lichtstärke. 30 Forschungsprojekte zur Zukunft des Lichts, kuratiert von Peter Hein, Lichtforum Zumtobel Staff Dornbirn, Ferdinandeum Innsbruck 2006, Haus der Architektur Graz, Techlab Eisenstadt, Technisches Museum Wien 2007
- Schöne Grüße. Die Drei Zinnen, kuratiert von Gabi Rath und Bruno Winkler, Alpenverein-Museum Innsbruck 1996

## Buchreihe
- Ich, Felder. Roland Stecher, mit Arno Gisinger (Text, Fotografie), Bucher Verlag, Hohenems 2014, ISBN 978-3-99018-302-1
- Mine. Roland Stecher, Fotografien, id edition, Götzis 2012, ISBN 978-3-99018-168-3
- Holz. Roland Stecher, Fotografien, id edition, Götzis 2010, ISBN 978-3-901523-13-7
- Hunderter. Roland Stecher, mit Jürgen Thaler (Text), id edition, Götzis 2009, ISBN 978-3-901523-12-0
- 1740 Ichs. Roland Stecher, mit Johannes Inama (Text), id edition, Götzis 2007, ISBN 978-3-901523-11-3
- Kernfarben-System. Roland Stecher, mit Arno Gisinger (Text, Fotografie), id edition, Götzis 2006, ISBN 978-3-901523-10-6
- Farbnester. Roland Stecher, Zeichnungen, id edition, Götzis 2004, ISBN 978-3-901523-09-0
- Der Vorfall. Roland Stecher, mit Hans-Joachim Gögl (Interview), id edition, Götzis 2002, ISBN 978-3-901523-08-3
- Augenblicke. Roland Stecher, mit Renate Jagschitz (Text), id edition, Götzis 2000, ISBN 978-3-901523-07-6
- Zeitwortzeichen. Roland Stecher, mit Hans-Joachim Gögl (Text), id edition, Götzis 1999, ISBN 978-3-901523-06-9
- Spuren. Roland Stecher, mit Arno Gisinger (Text), id edition, Götzis 1998, ISBN 978-3-901523-05-2
- Rollen. Roland Stecher, Umformungen, id edition, Götzis 1997, ISBN 978-3-901523-04-5
- Bewegte Wasser. Roland Stecher, Fotografien, id edition, Götzis 1996, ISBN 978-3-901523-03-8
- Feste Wasser. Roland Stecher, Fotografien, id edition, Götzis 1995, ISBN 978-3-901523-02-1
- Fliegende Wasser. Roland Stecher, Fotografien, id edition, Götzis 1994, ISBN 978-3-901523-01-4

## Patente, Gebrauchsmuster
- Hey Man. Tischbock, Gebrauchsmuster 2014, AT66836
- Kernfarben-System GOPB und VTRY, Patent 2006, DE102006056923A1
- Qring Fingerringe, mit Rainer Martin, Verpackungspatent 1995, DE19511841A1
- Lega. Faltmöbel, Patent 1993, DE4344589A1
- Stella. Höhenverstellbarer Stuhl, Gebrauchsmuster 1992, DE9214190U1
- Boga. Polstermöbelsystem, Patent 1989, AT394931, DE3836423C1

## Auszeichnungen
Roland Stecher wurde dreimal zum Österreichischen  Adolf Loos Staatspreis Design nominiert, Ich Felder (2015), Stella (1993), Boga (1990).
Erhielt 1998 für Qring den Österreichischen Staatspreis für vorbildliche Verpackung und 1991 den Red dot design award für Hohe Designqualität des Designzentrums Nordrhein-Westfalen.